# Кеннеди, Клаудия
Клаудия Кеннеди (англ. Claudia Jean Kennedy, род. 14 июля 1947 года, Франкфурт, американская зона оккупации Германии) — первая женщина, получившая звание генерал-лейтенанта армии США (21 мая 1997). Занимала пост заместителя начальника разведки штаба армии вооружённых сил США. Вышла в отставку в 2000 году после сексуального скандала: она объявила, что в 1996 году прямо в её кабинете в Пентагоне её домогался генерал-майор Ларри Смит.
После выхода в отставку опубликовала книгу мемуаров «Generally Speaking». Её называли в числе вероятных претендентов на пост вице-президента США в случае победы Барака Обамы на президентских выборах 2008 года.
Её имя увековечено в Зале славы военной разведки США.

## Биография
Клаудия Кеннеди (Claudia J. Kennedy) родилась 14 июля 1947 года во Франкфурте. Отец — Кэри Эндрю Кеннеди (Cary Andrew Kennedy), кадровый военный: в звании младшего лейтенанта прошел Вторую мировую войну в Европе, после окончания которой решил остаться в армии. В 1946 году ненадолго вернулся в США, где женился на матери Клаудии, Томми Джин Хэйгуд (Tommie Jean Haygood), и вместе с ней вернулся в оккупированную Германию. Кэри Кеннеди служил в составе транспортного корпуса и брал семью с собой на новые места службы. Клаудия Кеннеди училась в школах Японии и Израиля. В 1964 году отец Клаудии получил звание полковника и вместе с семьей вернулся в США.
Клаудия Кеннеди поступила в университет Southwestern (ныне — Роуд колледж) в Мемфисе, на старшем курсе пошла служить в женскую вспомогательную службу сухопутных войск (WAC). После окончания университета в 1969 году со степенью бакалавра философии, решила продолжить службу в армейской разведке в звании младшего лейтенанта.
Кеннеди служила в демилитаризованной зоне в Южной Корее. В ходе службы она командовала ротой, разведывательными батальонами на Гавайских островах и в Германии. После присвоения звания бригадного генерала в 1993 году Кеннеди занимала должность старшего офицера разведки при континентальном командовании Сухопутных войск. В 1997 году она стала первой в истории США женщиной генерал-лейтенантом и была назначена заместителем начальника штаба армии по разведке. Кеннеди приводили как выдающийся пример женщины, сделавшей карьеру в армии.
В 1999 году Кеннеди объявила, что в 1996 году подвергалась сексуальным домогательствам со стороны коллеги генерал-майора Ларри Смита (Larry Smith), который «неуместно притрагивался к ней» и пытался поцеловать в кабинете Пентагона. Когда стало известно, что Смит будет назначен помощником главного инспектора по армии и будет отвечать, в том числе, за борьбу с сексуальным насилием и другими нарушениями среди кадрового состава, Кеннеди направила официальную жалобу, которая совпала с другими громкими скандалами, связанными с сексуальными домогательствами к женщинам в армии. По итогам расследования Смит получил официальный выговор и подал в отставку. В ответ на саму Кеннеди была подана жалоба, что в 1980-х годах она изменяла мужу с сослуживцами, однако предварительное расследование опровергло эти обвинения как беспочвенные.
После этого скандала, в июне 2000 года, Кеннеди подала в отставку, несмотря на то, что многие считали её претендентом на должность директора агентства национальной безопасности США. После ухода в отставку она работала экспертом по военным вопросам в CNN и NBC News.
В 2001 году Кеннеди собиралась участвовать в выборах в сенат от штата Вирджиния как кандидат от демократической партии, но после атаки 11 сентября решила снять свою кандидатуру, оставив республиканского кандидата Джона Уильяма Уорнера без соперника. В том же году она издала в соавторстве с Малкольмом Макконнеллом книгу мемуаров «Generally Speaking».
В 2004 году Кеннеди поддержала на выборах в президенты США кандидата от демократов Джона Керри и выступала в качестве его советника. Она известна своими высказываниями в поддержку сексуальных меньшинств и призывами к отмене политики «Не спрашивай, не говори» (Don’t ask, don’t tell) по отношению к военнослужащим-гомосексуалам в армии США. Кеннеди является членом общественной организации «Проект американской безопасности» (American Security Project), выступала со статьей в Washington Monthly против пыток узников в Абу-Грейб и Гуантанамо.
В ходе президентской кампании 2008 года Кеннеди высказывалась в поддержку Хиллари Клинтон. Она выразила одобрение позиции Клинтон о выводе войск из Ирака, уточнив, что ни она, ни Клинтон не выступают против самой войны и того, что в Ираке останется антитеррористический контингент. В июне 2008 года Кеннеди называли одним из потенциальных кандидатов на пост вице-президента США в паре с кандидатом в президенты от демократов Бараком Обамой. Считалось, что в её пользу должно сыграть доброжелательное отношение к сексуальным меньшинствам, армейское прошлое и поддержка белых избирательниц, которые готовы были голосовать за Клинтон. Однако 23 августа 2008 года Обама заявил, что его напарником станет сенатор от штата Делавэр Джо Байден.
В июне 2010 года Кеннеди была назначена председателем консультативного комитета по делам женщин-военнослужащих Министерства обороны (Defense Advisory Committee on Women in the Services). Она занимала этот пост до 30 сентября 2011 года.
Летом-осенью 2012 года Кеннеди упоминалась как сопредседатель комитета, отвечающего за разработку платформы Демократического национального съезда 2012 года (Democratic National Convention’s Platform Committee).
Кеннеди замужем за канадским бизнесменом Харольдом С. Хэдли (Harold S. Hadley). До этого уже была замужем, но к 1996 году развелась. Награждена орденом «Легион почёта», почетной медалью «За отличие на военной службе», медалью «За особые заслуги», благодарственной медалью за службу в Сухопутных войсках и знаком штаба армии.